# 仙田村
仙田村（せんだむら）は、かつて新潟県中魚沼郡にあった村。

## 沿革
- 1889年（明治22年）4月1日 - 町村制施行に伴い中魚沼郡仙田村が村制施行し、仙田村が発足。
- 1952年（昭和27年）7月1日 - 村域の一部（通称大貝）を分離し、刈羽郡上小国村に編入。
- 1956年（昭和31年）
  - 4月1日 - 東頸城郡松代町の大字荒瀬（一部）・苧島（一部）・滝沢（一部）を編入。
  - 9月1日 - 中魚沼郡千手町、橘村、上野村と合併し、川西町となり消滅。